# Дайнезе, Альберто
Альберто Дайнезе (итал. Alberto Dainese); (род. 25 марта 1998, Абано-Терме, Венеция) — итальянский профессиональный шоссейный велогонщик, выступающий за команду мирового тура «Team Sunweb».

## Достижения
2016
1-й — Этап 3 Джиро ди Базиликата (юниоры)
2018
1-й Trofeo Città di San Vendemiano
1-й  Giro del Friuli-Venezia Giulia — Очковая классификация
1-й — Этап 1
1-й — Этап 9 Джиро д’Италия U23
2-й Чемпионат Италии — Групповая гонка U23
6-й Гойксе Пейл
10-й Gran Premio Industrie del Marmo
2019
1-й  Чемпион Европы — Групповая гонка U23
1-й Entre Brenne et Montmorillonnais
1-й  Тур Нормандии — Очковая классификация
1-й — Этап 1
1-й — Этап 3 Тур Чехии
2-й Гойксе Пейл
5-й Мемориал Арно Валларда
6-й Тур Париж - Аррас — Генеральная классификация
6-й Кубок Бернокки
6-й Схал Селс
7-й Тур Бретани — Генеральная классификация
1-й — Этапы 2, 3 и 6
2020
1-й — Этап 1 Херальд Сан Тур
3-й Рейс Торки